# توماس تاليس

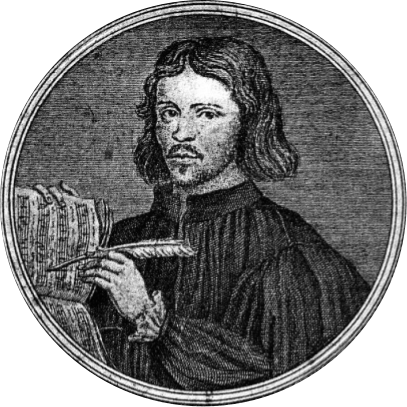
تفاصيل. نقش يعود للقرن الثامن عشر بعد وفاته بواسطة جيرارد، بعد نيكولو هايم

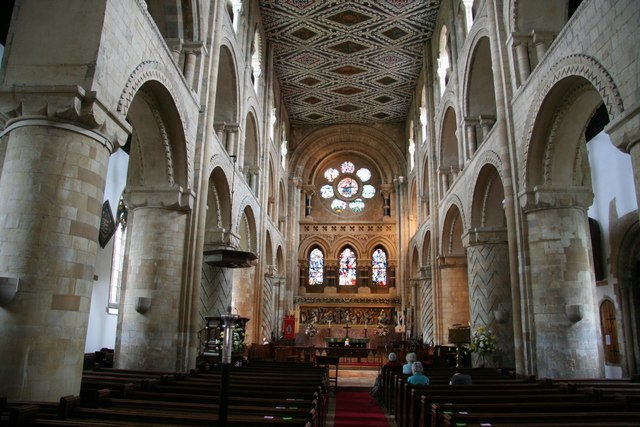
حوالي عام 1538، تم تعيين تاليس للخدمة في والثام أبي في إسكس

توماس تاليس (بالإنجليزية: Thomas Tallis)‏ (ق. 1505 – 23 نوفمبر 1585) مؤلفًا وموسيقيًا إنجليزيًا من موسيقى عصر النهضة. يحتل مكانًا أساسيًّا جدًّا في مختارات موسيقى الجوقة الإنجليزية. كُرم لصوته العذب الأصلي في الموسيقى الإنجليزية.

## حياته
نظرًا لعدم وجود سجلات حول ولادة توماس تاليس أو أسرته أو طفولته، لا يُعرف أي شيء تقريبًا عن حياته المبكرة. المؤرخون أنه ولد في الجزء الأول من القرن السادس عشر، قرب نهاية عهد هنري السابع ملك إنجلترا، وتتراوح تقديرات عام ولادته من 1500 إلى 1520. كان قريبه الوحيد المعروف هو ابن عمه جون ساير. نظرًا لأن الألقاب ساير وتاليس لديهما صلات قوية مع مقاطعة كنت، يُعتقد عادةً أن توماس تاليس قد ولد في مكان ما في المقاطعة.
هناك اقتراحات بأن تاليس بدأ اغعناء عندما كان طفلاً في كنيسة صغيرة في تشابل رويال، وهي نفس مؤسسة الغناء التي انضم إليها عندما بلغ. من المحتمل أنه كان عضوًا في الدير البينديكتيني للقديسة مريم العذراء وسانت مارتن في دوفر، حيث كان يعمل في سن مبكرة، ولكن من المستحيل معرفة ما إذا كان قد تلقى تعليمه هناك. ربما يكون قد غنى في كاتدرائية كانتربري.

### حياته المهنية
كان تاليس كاتبًا في المحكمة لهنري الثامن، إدوارد السادس، ماري الأولى، وإليزابيث الأولى. عيين لأول مرة كعازف أرغن في الكنيسة بعد عام 1570.
تجنب الخلافات الدينية التي احتدمت حوله طوال خدمته للملوك المتعاقبين، على الرغم من أنه ظل، على حد تعبير المؤرخ بيتر أكرويد، كاثوليكيًا لم يتم إصلاحه. كان تاليس قادرًا على تغيير أسلوب مؤلفاته لتناسب المطالب المختلفة لكل ملك. برز بين الملحنين المهمين الآخرين في ذلك الوقت، بما في ذلك كريستوفر تاي وروبرت وايت. كتب المؤلف والملحن إرنست ووكر أنه كان لديه تنوع في الأسلوب أكثر من تاي ووايت، وتعامله العام مع مادته كان أكثر سهولة ويقين.

### 1530 و1540
لا توجد معلومات عن تاليس قبل عام 1531، حتى ورد اسمه في حسابات منزل كينت بينديكتين دوفر بريوري. كان يعمل هناك كعازف أرغن، حل الدير في عام 1535، ولكن لا يوجد سجل باق لمغادرة تاليس لم يُعرف مكان تاليس عدة أشهر بعد ذلك حتى ذكر أنه يعمل في سانت ماري أت هيل في جناح بيلينجسجيت بلندن. تُظهر السجلات أنه حصل على أربع دفعات نصف سنوية من 1536 إلى 1538، مع تحديد الدفعة الأخيرة مقابل الخدمات - إما كمغني أو كعازف أرغن - للعام حتى 25 مارس 1538.
قرب نهاية عام 1538، انتقل تاليس إلى دير أوغسطيني كبير، دير والثام في إسيكس، بعد أن كان على اتصال برئيس الدير، الذي كان منزله في لندن بالقرب من سانت ماري أت هيل. في والثام، أصبح تاليس عضوًا بارزًا. عندما حل الدير أيضًا في مارس 1540، غادر تاليس دون الحصول على معاش تقاعدي (حيث كان يعمل هناك مؤخرًا فقط)، وبدلاً من ذلك حصل على دفعة واحدة قدرها 40 شلنًا . لقد أخذ جزءًا من الرسائل الموسيقية التي نسخها جون وايلد، الذي كان سابقًا معلمًا في والثام. كان من بين محتوياته رسالة كتبهاليونيل باور الذي يحظر السجون المتتالية والأخماس والأوكتافات ؛ الصفحة الأخيرة مكتوب عليها اسمه.
بحلول صيف عام 1540، كان تاليس قد انتقل إلى كاتدرائية كانتربري التي كانت رهبانية سابقًا ولكنها أصبحت علمانية مؤخرًا، تصدر اسمه قائمة المطربين في الجوقة المكونة من 10 أولاد و12 رجلاً. مكث هناك لمدة عامين.

## وصلات خارجية
- توماس تاليس -صور وتسجيلات صوتيه و مرئيه على ويكيميديا كومونز

### معلومات المراجع
- Ackroyd، Peter (2004). Albion: The Origins of the English Imagination. London: Chatto & Windus. ISBN:978-1-85619-721-2.
- Cole، Suzanne (2008a). "Who is the Father? Changing Perceptions of Tallis and Byrd in Late Nineteenth-Century England". Music and Letters. ج. 89 ع. 2: 212–226. DOI:10.1093/ml/gcm082. ISSN:0027-4224. JSTOR:30162967. S2CID:162209818. مؤرشف من الأصل في 2021-01-16.
- Cole، Suzanne (2008b). Thomas Tallis and His Music in Victorian England. Woodbridge: Boydell Press. ISBN:978-1-84383-380-2.
- قالب:Cite Grove
- Downes، Kerry (1987). Hawksmoor. World of Art. London: Thames and Hudson. OCLC:472150026.
- Farrell، Joseph (2001). Latin Language and Latin Culture: From Ancient to Modern Times. Cambridge: مطبعة جامعة كامبريدج. ISBN:978-0-521-77663-9.
- Gatens (2005). "Tallis: Works, all". American Record Guide. Cincinnati, Ohio. ج. 86 رقم  3 May – June. ISSN:0003-0716.
- Harley، John (2015). Thomas Tallis. Farnham, UK: روتليدج (دار نشر). ISBN:978-1-317-01036-4.
- Holman، Peter (1999). Dowland: Lachrimae (1604). Cambridge: مطبعة جامعة كامبريدج. ISBN:978-0-521-58829-4.
- Lord، Suzanne (2003). Music from the Age of Shakespeare: A Cultural History. Westport, Connecticut: Greenwood. ISBN:978-0-313-31713-2.
- Manderson، Desmond (2000). Songs without Music: Aesthetic Dimensions of Law and Justice. دار نشر جامعة كاليفورنيا. ISBN:978-0-520-92221-1.
- Milsom، John (2003). "Sacred Songs in the Chamber". في John Morehen (المحرر). English Choral Practice, 1400-1650. Cambridge: مطبعة جامعة كامبريدج. ISBN:978-0-521-54408-5.
- Milsom، John (2008). "Tallis, Thomas (c.1505–1585)". قاموس أكسفورد للسير الوطنية (ط. أونلاين). دار نشر جامعة أكسفورد. DOI:10.1093/ref:odnb/26954. (يتطلب وجود اشتراك أو عضوية في المكتبة العامة في المملكة المتحدة)
- Phillips، Peter (2005). "Sign of Contradiction: Tallis at 500". The Musical Times. ج. 146 ع. 1891: 7–15. DOI:10.2307/30044086. ISSN:0027-4666. JSTOR:30044086.
- Shrock، Dennis (2009). Choral Repertoire. دار نشر جامعة أكسفورد. ISBN:978-0-19-971662-3.
- Steinberg، Michael (2008). Choral Masterworks: A Listener's Guide. دار نشر جامعة أكسفورد. ISBN:978-0-19-534066-2.
- Rimbault، Edward F. (1872). The Old Cheque-book: Or Book of Remembrance, of the Chapel Royal, from 1561-1744. Camden Society.
- Thomas، Jane Resh (1998). Behind the Mask: The Life of Queen Elizabeth I. هوتون ميفلين هاركورت. ISBN:978-0-395-69120-5.
- Walker، Ernest (1907). A History of Music in England. Oxford: دار نشر جامعة أكسفورد. OCLC:869715.
- Willis، Jonathan (2016). Church Music and Protestantism in Post-Reformation England: Discourses, Sites and Identities. روتليدج (دار نشر). ISBN:978-1-317-16624-5.

## روابط خارجية
- Recordings of church music by Tallis in Latin and English from Umeå Akademiska Kör  (sv)
- قالب:MutopiaComposer
- قالب:DIAMM (registration required to view the digitised images)
- Free scores by توماس تاليس في موقع مكتبة كورالي للملكية العامة  [لغات أخرى]‏ (ChoralWiki)
- تآليف موسيقية ذات ملكية عامة بقلم توماس تاليس في مشروع مكتبة الموسيقى الدولية

- Image of Tallis's signature in a book from one of his early places of employment, Waltham Abbey.
- Works by Tallis listed at the EECM Primary Source Database